# Atlanta Medical/Episodenliste

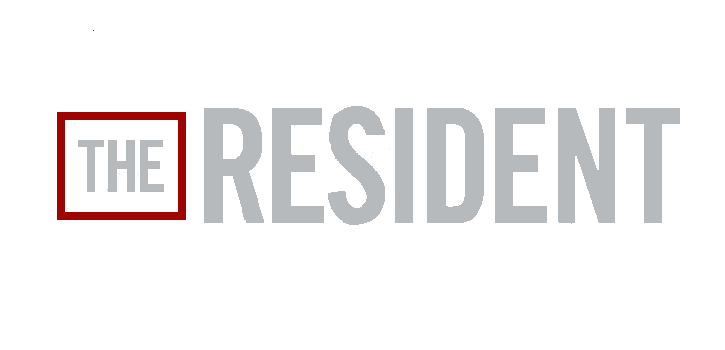
Logo zur Serie

Diese Episodenliste enthält alle Episoden der US-amerikanischen Dramaserie Atlanta Medical, sortiert nach der US-amerikanischen Erstausstrahlung. Die Fernsehserie umfasst sechs Staffeln mit 107 Episoden.

## Übersicht
| Staffel | Episodenanzahl | Erstausstrahlung USA | Erstausstrahlung USA | Deutschsprachige Erstausstrahlung | Deutschsprachige Erstausstrahlung |
| Staffel | Episodenanzahl | Staffelpremiere      | Staffelfinale        | Staffelpremiere                   | Staffelfinale                     |
| ------- | -------------- | -------------------- | -------------------- | --------------------------------- | --------------------------------- |
| 1       | 14             | 21. Januar 2018      | 14. Mai 2018         | 24. Oktober 2018                  | 12. Dezember 2018                 |
| 2       | 23             | 24. September 2018   | 6. Mai 2019          | 18. September 2019                | 5. Mai 2020                       |
| 3       | 20             | 24. September 2019   | 7. April 2020        | 10. Juni 2020                     | 18. November 2020                 |
| 4       | 14             | 12. Januar 2021      | 18. Mai 2021         | 8. Juli 2021                      | 8. Juli 2021                      |
| 5       | 23             | 21. September 2021   | 17. Mai 2022         | 13. Juli 2022                     | 17. August 2022                   |
| 6       | 13             | 20. September 2022   | 17. Januar 2023      | 26. April 2023                    | 26. April 2023                    |

## Staffel 1
Die Erstausstrahlung der ersten Staffel fand vom 21. Januar bis zum 14. Mai 2018 auf dem US-amerikanischen Sender Fox statt. Die deutschsprachige Erstausstrahlung sendete der Sender ProSieben zwischen dem 24. Oktober und dem 12. Dezember 2018.
| Nr. (ges.) | Nr. (St.) | Deutscher Titel           | Originaltitel                  | Erstausstrahlung USA | Deutschsprachige Erstausstrahlung (D) | Regie           | Drehbuch                                                 | Quoten (USA) |
| ---------- | --------- | ------------------------- | ------------------------------ | -------------------- | ------------------------------------- | --------------- | -------------------------------------------------------- | ------------ |
| 1          | 1         | Aller Anfang ist schwer   | Pilot                          | 21. Jan. 2018        | 24. Okt. 2018                         | Phillip Noyce   | Amy Holden Jones & Hayley Schore & Roshan Sethi          | 8,654 Mio.   |
| 2          | 2         | Unabhängigkeitstag        | Independence Day               | 22. Jan. 2018        | 24. Okt. 2018                         | Phillip Noyce   | Amy Holden Jones                                         | 4,699 Mio.   |
| 3          | 3         | Gewinnmaximierung         | Comrades In Arms               | 29. Jan. 2018        | 31. Okt. 2018                         | Rob Corn        | Andrew Chapman                                           | 4,749 Mio.   |
| 4          | 4         | Der unbekannte Patient    | Identity Crisis                | 5. Feb. 2018         | 31. Okt. 2018                         | Bill D’Elia     | Elizabeth J.B. Klaviter                                  | 4,870 Mio.   |
| 5          | 5         | Kettenreaktion            | None The Wiser                 | 26. Feb. 2018        | 7. Nov. 2018                          | James Roday     | Todd Harthan, Tianna Majumdar-Langham & Chris Bessounian | 3,864 Mio.   |
| 6          | 6         | Um jeden Preis            | No Matter The Cost             | 5. März 2018         | 7. Nov. 2018                          | David Rodriguez | Nkechi Okoro Carroll                                     | 4,075 Mio.   |
| 7          | 7         | Die Zeit, die noch bleibt | The Elopement                  | 12. März 2018        | 14. Nov. 2018                         | Rob Corn        | Kevin Falls                                              | 3,801 Mio.   |
| 8          | 8         | Fehldiagnose              | Family Affair                  | 19. März 2018        | 14. Nov. 2018                         | Thomas Carter   | Nkechi Okoro Carroll & Zachary Lutsky Idee: Kevin Falls  | 4,223 Mio.   |
| 9          | 9         | Lily                      | Lost Love                      | 26. März 2018        | 21. Nov. 2018                         | Bronwen Hughes  | Amy Holden Jones                                         | 4,207 Mio.   |
| 10         | 10        | Geister                   | Haunted                        | 16. Apr. 2018        | 21. Nov. 2018                         | David Crabtree  | Andrew Chapman                                           | 4,298 Mio.   |
| 11         | 11        | Sündenbock                | And The Nurses Get Screwed     | 23. Apr. 2018        | 28. Nov. 2018                         | Liz Allen       | Elizabeth J.B. Klaviter & Peter Chen                     | 3,964 Mio.   |
| 12         | 12        | Kontrolliertes Chaos      | Rude Awakenings And The Raptor | 30. Apr. 2018        | 28. Nov. 2018                         | James Roday     | Michael Notarile                                         | 3,908 Mio.   |
| 13         | 13        | Von Amöben und Menschen   | Run, Doctor, Run               | 7. Mai 2018          | 5. Dez. 2018                          | James Roday     | Todd Harthar, Tianna Majumdar-Langham & Chris Bessounian | 4,007 Mio.   |
| 14         | 14        | Kammerflimmern            | Total Eclipse Of The Heart     | 14. Mai 2018         | 12. Dez. 2018                         | Rob Corn        | Amy Holden Jones & Andrew Chapman                        | 4,289 Mio.   |

## Staffel 2
Die Erstausstrahlung der ersten Staffel wurde zwischen dem 24. September 2018 und dem 6. Mai 2019 auf dem US-amerikanischen Sender Fox gesendet. Die deutschsprachige Erstausstrahlung der ersten 18 Folgen sendete der deutsche Sender ProSieben vom 18. September bis zum 20. November 2019. Die Erstausstrahlung der restlichen fünf Folgen sendete der Schweizer Fernsehsender SRF zwei zwischen dem 30. März und dem 5. Mai 2020.
| Nr. (ges.) | Nr. (St.) | Deutscher Titel                  | Originaltitel                    | Erstausstrahlung USA | Deutschsprachige Erstausstrahlung (D/CH) | Regie                 | Drehbuch                                                     | Quoten (USA) |
| ---------- | --------- | -------------------------------- | -------------------------------- | -------------------- | ---------------------------------------- | --------------------- | ------------------------------------------------------------ | ------------ |
| 15         | 1         | Stromausfall                     | 00:42:30                         | 24. Sep. 2018        | 18. Sep. 2019                            | Rob Corn              | Todd Harthan & Elizabeth J.B. Klaviter                       | 4,880 Mio.   |
| 16         | 2         | Geld oder Leben                  | The Prince & The Pauper          | 1. Okt. 2018         | 18. Sep. 2019                            | Nicole Rubio          | Andrew Chapman & Amy Holden Jones                            | 4,879 Mio.   |
| 17         | 3         | Unterschätze niemals den Raptor! | Three Words                      | 8. Okt. 2018         | 25. Sep. 2019                            | Paul McCrane          | Marqui Jackson                                               | 4,916 Mio.   |
| 18         | 4         | Berufsrisiko                     | About Time                       | 15. Okt. 2018        | 25. Sep. 2019                            | Geary McLeod          | Marc Halsey                                                  | 4,678 Mio.   |
| 19         | 5         | Der Keim                         | The Germ                         | 22. Okt. 2018        | 2. Okt. 2019                             | Jann Turner           | Jen Klein & Elizabeth J.B. Klaviter                          | 4,780 Mio.   |
| 20         | 6         | Was für ein Alptraum!            | Nightmares                       | 29. Okt. 2018        | 2. Okt. 2019                             | David Crabtree        | Jen Klein & Elizabeth J.B. Klaviter                          | 4,967 Mio.   |
| 21         | 7         | Risiken und Nebenwirkungen       | Trial & Error                    | 5. Nov. 2018         | 9. Okt. 2019                             | Rob Greenlea          | Chris Bessounian & Tianna Majumdar-Langham                   | 4,930 Mio.   |
| 22         | 8         | Gebrochenes Herz                 | Heart in a Box                   | 19. Nov. 2018        | 9. Okt. 2019                             | James Whitmore, Jr.   | Marqui Jackson & Joshua Troke                                | 4,407 Mio.   |
| 23         | 9         | Der Tanz                         | The Dance                        | 26. Nov. 2018        | 23. Okt. 2019                            | Rob Corn              | Amy Holden Jones & Andrew Chapman                            | 5,090 Mio.   |
| 24         | 10        | Eine Frage des Gewissens         | After the Fall                   | 14. Jan. 2019        | 23. Okt. 2019                            | Edward Ornelas        | Marc Halsey & Jen Klein                                      | 5,507 Mio.   |
| 25         | 11        | Herzklappe                       | Operator Error                   | 21. Jan. 2019        | 30. Okt. 2019                            | Timothy A. Good       | Elizabeth J.B. Klaviter & Emily Pressley                     | 5,380 Mio.   |
| 26         | 12        | Die schwarze Pest                | Fear Finds A Way                 | 28. Jan. 2019        | 30. Okt. 2019                            | Bronwen Hughes        | Hughes Todd Harthan & Michael Notarile                       | 5,280 Mio.   |
| 27         | 13        | Alle für Eine                    | Virtually Impossible             | 4. Feb. 2019         | 6. Nov. 2019                             | Valerie Weiss         | Amy Holden Jones & Eric I. Lu                                | 5,394 Mio.   |
| 28         | 14        | Valentinssex                     | Stupid Things In The Name Of Sex | 11. Feb. 2019        | 6. Nov. 2019                             | David Crabtree        | Jen Klein                                                    | 5,237 Mio.   |
| 29         | 15        | Herz über Kopf                   | Queens                           | 18. Feb. 2019        | 13. Nov. 2019                            | John Brawley          | Jenny Deiker Restivo                                         | 5,129 Mio.   |
| 30         | 16        | Erkauftes Schweigen              | Adverse Events                   | 4. März 2019         | 13. Nov. 2019                            | Bronwen Hughes        | Marc Halsey                                                  | 5,118 Mio.   |
| 31         | 17        | Die Schlinge zieht sich zu       | Betrayal                         | 18. März 2019        | 20. Nov. 2019                            | Robert Duncan McNeill | Andrew Chapman                                               | 5,149 Mio.   |
| 32         | 18        | Ehrliche Liebe                   | Emergency Contact                | 25. März 2019        | 20. Nov. 2019                            | Satya Bhabha          | Marqui Jackson & Michael Notarile                            | 4,972 Mio.   |
| 33         | 19        | Tiefgefroren                     | Snowed In                        | 1. Apr. 2019         | 30. März 2020                            | Kelli Williams        | Eric I. Lu & Daniela Lamas                                   | 5,276 Mio.   |
| 34         | 20        | Wenn nicht jetzt, wann dann?     | If Not Now, When?                | 15. Apr. 2019        | 6. Apr. 2020                             | Rob Corn              | Amy Holden Jones, Tianna Majumdar-Langham & Chris Bessounian | 4,545 Mio.   |
| 35         | 21        | Tiefenrausch                     | Stuck as Foretold                | 22. Apr. 2019        | 20. Apr. 2020                            | Paul McCrane          | Jen Klein & Joshua Troke                                     | 4,854 Mio.   |
| 36         | 22        | Organhandel                      | Broker and Broker                | 29. Apr. 2019        | 27. Apr. 2020                            | Jann Turner           | Todd Harthan & Elizabeth J.B. Klaviter                       | 5,158 Mio.   |
| 37         | 23        | Sinneswandel                     | The Unbefriended                 | 6. Mai 2019          | 4. Mai 2020                              | Rob Corn              | Andrew Chapman & Amy Holden Jones                            | 5,014 Mio.   |

## Staffel 3
Die Erstausstrahlung der dritten Staffel fand vom 24. September 2019 bis zum 7. April 2020 auf dem US-amerikanischen Sender Fox statt. Die deutschsprachige Erstausstrahlung sendete der Sender ProSieben vom 10. Juni bis zum 18. November 2020.
| Nr. (ges.) | Nr. (St.) | Deutscher Titel                  | Originaltitel                   | Erstausstrahlung USA | Deutschsprachige Erstausstrahlung (D) | Regie               | Drehbuch                                                  | Quoten (USA) |
| ---------- | --------- | -------------------------------- | ------------------------------- | -------------------- | ------------------------------------- | ------------------- | --------------------------------------------------------- | ------------ |
| 38         | 1         | Von Asche zu Asche               | From the Ashes                  | 24. Sep. 2019        | 10. Juni 2020                         | Rob Corn            | Amy Holden Jones                                          | 4,054 Mio.   |
| 39         | 2         | Die Hoffnung stirbt zuletzt      | Flesh of My Flesh               | 1. Okt. 2019         | 17. Juni 2020                         | James Whitmore, Jr. | Elizabeth J.B. Klaviter                                   | 3,841 Mio.   |
| 40         | 3         | Heilige Sünderin                 | Saints & Sinners                | 8. Okt. 2019         | 24. Juni 2020                         | Paul McCrane        | Todd Harthan & Andrew Chapman                             | 3,662 Mio.   |
| 41         | 4         | Das Böse im Hirn                 | Belief System                   | 15. Okt. 2019        | 1. Juli 2020                          | Ti West             | Marqui Jackson                                            | 3,743 Mio.   |
| 42         | 5         | Absturz                          | Choice Words                    | 5. Nov. 2019         | 8. Juli 2020                          | Edward Ornelas      | Marc Halsey                                               | 3,403 Mio.   |
| 43         | 6         | Überarbeitet                     | Nurses’ Day                     | 12. Nov. 2019        | 15. Juli 2020                         | Steve Robin         | Jen Klein                                                 | 3,670 Mio.   |
| 44         | 7         | Rettung in letzter Sekunde       | Woman Down                      | 19. Nov. 2019        | 22. Juli 2020                         | Kelli Williams      | Jessica Ball                                              | 3,899 Mio.   |
| 45         | 8         | Der gefährlichste Tag des Jahres | Peking Duck Day                 | 26. Nov. 2019        | 29. Juli 2020                         | David Crabtree      | Elizabeth J.B. Klaviter & Michael Notarile                | 3,516 Mio.   |
| 46         | 9         | Blut wird fließen                | Out for Blood                   | 3. Dez. 2019         | 5. Aug. 2020                          | Dawn Wilkinson      | Marc Halsey & Eric I. Lu                                  | 4,275 Mio.   |
| 47         | 10        | Whistleblower                    | Whistleblower                   | 17. Dez. 2019        | 12. Aug. 2020                         | Rob Corn            | Amy Holden Jones & Andrew Chapman                         | 3,845 Mio.   |
| 48         | 11        | Schwerelos                       | Free Fall                       | 7. Jan. 2020         | 19. Aug. 2020                         | Jann Turner         | Todd Harthan, Tianna Majumdar-Langham & Chris Bessounian  | 3,744 Mio.   |
| 49         | 12        | Nur eine einzige Stunde          | Best Laid Plans                 | 14. Jan. 2020        | 23. Sep. 2020                         | Satya Bhabha        | Jen Klein & Daniela Lamas                                 | 3,914 Mio.   |
| 50         | 13        | Der Mannschaftsarzt              | How Conrad Gets His Groove Back | 21. Jan. 2020        | 30. Sep. 2020                         | Julie Hébert        | Marqui Jackson & Joshua Troke                             | 4,012 Mio.   |
| 51         | 14        | Der Floh                         | The Flea                        | 28. Jan. 2020        | 7. Okt. 2020                          | Rob Greenlea        | Jessica Ball & Jenny Deiker Restivo                       | 4,075 Mio.   |
| 52         | 15        | Tödliche Pestizide               | Last Shot                       | 18. Feb. 2020        | 14. Okt. 2020                         | Timothy A. Good     | Marc Halsey                                               | 3,934 Mio.   |
| 53         | 16        | Der Ball des Königs              | Reverse Cinderella              | 3. März 2020         | 21. Okt. 2020                         | Sheelin Choksey     | Emily Pressley                                            | 4,818 Mio.   |
| 54         | 17        | Ein letzter Song                 | Doll E. Wood                    | 10. März 2020        | 28. Okt. 2020                         | Li Lu               | Eric I. Lu & Amy Holden Jones                             | 3,737 Mio.   |
| 55         | 18        | Familienbande                    | So Long, Dawn Long              | 17. März 2020        | 4. Nov. 2020                          | Vanessa Parise      | Andrew Chapman & Nate O’Mahoney                           | 4,774 Mio.   |
| 56         | 19        | Superkeim                        | Support System                  | 24. März 2020        | 11. Nov. 2020                         | Kelli Williams      | Marqui Jackson & Michael Notarile                         | 4,543 Mio.   |
| 57         | 20        | Wettlauf gegen die Zeit          | Burn It All Down                | 7. Apr. 2020         | 18. Nov. 2020                         | Edward Ornelas      | Tianna Majumdar-Langham, Chris Bessounian & Daniela Lamas | 5,089 Mio.   |

## Staffel 4
Die Erstausstrahlung der vierten Staffel fand vom 12. Januar bis zum 18. Mai 2021 auf dem US-amerikanischen Sender Fox statt. Die deutschsprachige Erstveröffentlichung erfolgte am 8. Juli 2021 auf Joyn.
| Nr. (ges.) | Nr. (St.) | Deutscher Titel                 | Originaltitel                | Erstausstrahlung USA | Deutschsprachige Erstveröffentlichung (D) | Regie              | Drehbuch                                   | Quoten (USA) |
| ---------- | --------- | ------------------------------- | ---------------------------- | -------------------- | ----------------------------------------- | ------------------ | ------------------------------------------ | ------------ |
| 58         | 1         | Eine Hochzeit und ein Todesfall | A Wedding, A Funeral         | 12. Jan. 2021        | 8. Juli 2021                              | Rob Corn           | Daniela Lamas & Eric I. Lu                 | 3,920 Mio.   |
| 59         | 2         | Minas kurzer Prozess            | Mina’s Kangaroo Court        | 19. Jan. 2021        | 8. Juli 2021                              | Rob Corn           | Peter Elkoff & Marqui Jackson              | 3,417 Mio.   |
| 60         | 3         | Patient wider Willen            | The Accidental Patient       | 26. Jan. 2021        | 8. Juli 2021                              | Rob Greenlea       | Todd Harthan & Marc Halsey                 | 3,579 Mio.   |
| 61         | 4         | Aus dem Gleichgewicht           | Moving On and Mother Hens    | 2. Feb. 2021         | 8. Juli 2021                              | Rob Greenlea       | Jen Klein                                  | 4,093 Mio.   |
| 62         | 5         | Der letzte Tag                  | Home Before Dark             | 9. Feb. 2021         | 8. Juli 2021                              | Leslie Libman      | Amy Holden Jones & Andrew Chapman          | 3,436 Mio.   |
| 63         | 6         | Das neue Chastain               | Requiems & Revivals          | 16. Feb. 2021        | 8. Juli 2021                              | Leslie Libman      | Michael Notarile & Emily Pressley          | 3,796 Mio.   |
| 64         | 7         | Schuldgefühle                   | Hero Moments                 | 2. März 2021         | 8. Juli 2021                              | Edward Ornelas     | Marc Halsey & Marqui Jackson               | 3,566 Mio.   |
| 65         | 8         | Vendetta                        | First Days, Last Days        | 9. März 2021         | 8. Juli 2021                              | Edward Ornelas     | Tianna Majumdar-Langham & Chris Bessounian | 3,458 Mio.   |
| 66         | 9         | Eine Frau für Devin             | Doors Opening, Doors Closing | 13. Apr. 2021        | 8. Juli 2021                              | Li Lu              | Jen Klein & Joshua Troke                   | 3,542 Mio.   |
| 67         | 10        | Abschiedsschmerz                | Into the Unknown             | 20. Apr. 2021        | 8. Juli 2021                              | Kelli Williams     | Andrew Chapman & Emily Pressley            | 3,517 Mio.   |
| 68         | 11        | Nach dem Sturm                  | After the Storm              | 27. Apr. 2021        | 8. Juli 2021                              | Pablo Gómez Castro | Peter Elkoff & Eric I. Lu                  | 3,286 Mio.   |
| 69         | 12        | Der letzte Funken Hoffnung      | Hope in the Unseen           | 4. Mai 2021          | 8. Juli 2021                              | Rob Corn           | Daniela Lamas & Michael Notarile           | 3,434 Mio.   |
| 70         | 13        | Therapieerfolge                 | Finding Family               | 11. Mai 2021         | 8. Juli 2021                              | Kelli Williams     | Marc Halsey & Anthony Chin-Quee            | 3,096 Mio.   |
| 71         | 14        | Was war, was ist, was sein wird | Past, Present, Future        | 18. Mai 2021         | 8. Juli 2021                              | Rob Corn           | Amy Holden Jones & Andrew Chapman          | 3,051 Mio.   |

## Staffel 5
Die Erstausstrahlung der fünften Staffel fand vom 21. September 2021 bis zum 17. Mai 2022 auf dem US-amerikanischen Sender Fox statt. Die deutschsprachige Erstveröffentlichung der ersten zehn Folgen erfolgte am 13. Juli 2022 und der restlichen 13 Folgen am 17. August 2022 auf Disney+.
| Nr. (ges.) | Nr. (St.) | Deutscher Titel        | Originaltitel                             | Erstausstrahlung USA | Deutschsprachige Erstveröffentlichung (D/A/CH) | Regie               | Drehbuch                                                 | Quoten (USA) |
| ---------- | --------- | ---------------------- | ----------------------------------------- | -------------------- | ---------------------------------------------- | ------------------- | -------------------------------------------------------- | ------------ |
| 72         | 1         | Cyberangriff           | Da Da                                     | 21. Sep. 2021        | 13. Juli 2022                                  | Rob Corn            | Amy Holden Jones                                         | 3,028 Mio.   |
| 73         | 2         | Giftgas                | No Good Deed                              | 28. Sep. 2021        | 13. Juli 2022                                  | Kelli Williams      | Andrew Chapman                                           | 2,955 Mio.   |
| 74         | 3         | Trauma                 | The Long and Winding Road                 | 5. Okt. 2021         | 13. Juli 2022                                  | Rob Corn            | Joy Blake                                                | 3,107 Mio.   |
| 75         | 4         | Das Leben danach       | Now What??                                | 12. Okt. 2021        | 13. Juli 2022                                  | Rob Greenlea        | Peter Elkoff                                             | 2,936 Mio.   |
| 76         | 5         | Von Geistern verfolgt  | The Thinnest Veil                         | 19. Okt. 2021        | 13. Juli 2022                                  | Paul McCrane        | Todd Harthan, Tianna Majumdar-Langham & Chris Bessounian | 3,306 Mio.   |
| 77         | 6         | Vier Jahre später      | Ask Your Doctor                           | 9. Nov. 2021         | 13. Juli 2022                                  | David Crabtree      | Marc Halsey                                              | 3,002 Mio.   |
| 78         | 7         | Wahre Bestimmung       | Who Will You Be?                          | 16. Nov. 2021        | 13. Juli 2022                                  | Amyn Kaderali       | Emily Pressley                                           | 3,020 Mio.   |
| 79         | 8         | Könige der Chirurgie   | Old Dogs, New Tricks                      | 23. Nov. 2021        | 13. Juli 2022                                  | Sam Friedlander     | Elizabeth Peterson                                       | 3,017 Mio.   |
| 80         | 9         | In der Hand Gottes     | He’d Really Like to Put in a Central Line | 30. Nov. 2021        | 13. Juli 2022                                  | James Whitmore, Jr. | Peter Elkoff & Daniela Lamas                             | 3,390 Mio.   |
| 81         | 10        | Ohne Vergangenheit     | Unknown Origin                            | 7. Dez. 2021         | 13. Juli 2022                                  | Rob Corn            | Amy Holden Jones & Andrew Chapman                        | 3,024 Mio.   |
| 82         | 11        | Ihr Herz               | Her Heart                                 | 1. Feb. 2022         | 17. Aug. 2022                                  | Kelli Williams      | Marc Halsey & Eric I. Lu                                 | 3,331 Mio.   |
| 83         | 12        | Stummer Hilferuf       | Now You See Me                            | 8. Feb. 2022         | 17. Aug. 2022                                  | Li Lu               | Anthony Chin-Quee & Joy Blake                            | 3,359 Mio.   |
| 84         | 13        | Ungleiche Schwestern   | Viral                                     | 15. Feb. 2022        | 17. Aug. 2022                                  | Anne Renton         | Tianna Majumdar-Langham & Chris Bessounian               | 3,232 Mio.   |
| 85         | 14        | Hetzkampagne           | Hell in a Handbasket                      | 22. Feb. 2022        | 17. Aug. 2022                                  | Manish Dayal        | Emily Pressley                                           | 3,087 Mio.   |
| 86         | 15        | Letzte Chance          | In for a Penny                            | 8. März 2022         | 17. Aug. 2022                                  | Michael Medico      | Elizabeth Peterson                                       | 3,136 Mio.   |
| 87         | 16        | Todessehnsucht         | 6 Volts                                   | 29. März 2022        | 17. Aug. 2022                                  | Stephanie Martin    | Peter Elkoff & Nate O’Mahoney                            | 3,139 Mio.   |
| 88         | 17        | Grunderkrankung        | The Space Between                         | 5. Apr. 2022         | 17. Aug. 2022                                  | Kimberly Hunt       | Marc Halsey                                              | 3,500 Mio.   |
| 89         | 18        | Autoraser              | Ride or Die                               | 12. Apr. 2022        | 17. Aug. 2022                                  | Diana Valentine     | Eric I. Lu                                               | 3,134 Mio.   |
| 90         | 19        | Zwischen Leben und Tod | All We Have Is Now                        | 19. Apr. 2022        | 17. Aug. 2022                                  | Julie Hébert        | Joy Blake                                                | 3,01 Mio.    |
| 91         | 20        | Versicherungsbetrug    | Fork in the Road                          | 26. Apr. 2022        | 17. Aug. 2022                                  | Bosede Williams     | Emily Pressley & Mika Frank                              | 3,05 Mio.    |
| 92         | 21        | Blutgruppe             | Risk                                      | 3. Mai 2022          | 17. Aug. 2022                                  | Paul McCrane        | Daniela Lamas                                            | 3,18 Mio.    |
| 93         | 22        | Knochen aus Glas       | The Proof Is in The Pudding               | 10. Mai 2022         | 17. Aug. 2022                                  | Nick Gomez          | Peter Elkoff & Elizabeth Peterson                        | 2,85 Mio.    |
| 94         | 23        | Liebe nach dem Tod     | Neon Moon                                 | 17. Mai 2022         | 17. Aug. 2022                                  | Rob Corn            | Amy Holden Jones & Andrew Chapman                        | 2,90 Mio.    |

## Staffel 6
Die Erstausstrahlung der sechsten Staffel fand vom 20. September 2022 bis zum 17. Januar 2023 auf dem US-amerikanischen Sender Fox statt. Im deutschsprachigen Raum wurde die finale Staffel am 26. April 2023 auf Disney+ veröffentlicht.
| Nr. (ges.) | Nr. (St.) | Deutscher Titel                   | Originaltitel                  | Erstausstrahlung USA | Deutschsprachige Erstveröffentlichung (D/A/CH) | Regie                | Drehbuch                                                             | Quoten (USA) |
| ---------- | --------- | --------------------------------- | ------------------------------ | -------------------- | ---------------------------------------------- | -------------------- | -------------------------------------------------------------------- | ------------ |
| 95         | 1         | Zwei Herzen                       | Two Hearts                     | 20. Sep. 2022        | 26. Apr. 2023                                  | Rob Corn             | Amy Holden Jones                                                     | 2,71 Mio.    |
| 96         | 2         | Schau und schrei                  | Peek and Shriek                | 27. Sep. 2022        | 26. Apr. 2023                                  | Paul McCrane         | Joy Gregory                                                          | 2,65 Mio.    |
| 97         | 3         | Eine Kugel                        | One Bullet                     | 4. Okt. 2022         | 26. Apr. 2023                                  | Amyn Kaderali        | Andrew Chapman                                                       | 2,69 Mio.    |
| 98         | 4         | Es wird nicht lange so sein       | It Won’t Be Like This for Long | 11. Okt. 2022        | 26. Apr. 2023                                  | Marie Jamora         | Emily Pressley                                                       | 2,71 Mio.    |
| 99         | 5         | Ein Fluss in Ägypten              | A River in Egypt               | 18. Okt. 2022        | 26. Apr. 2023                                  | Bill D’Elia          | Daniela Lamas                                                        | 2,64 Mio.    |
| 100        | 6         | In guten wie in schlechten Zeiten | For Better or Worse            | 25. Okt. 2022        | 26. Apr. 2023                                  | Manish Dayal         | Marc Halsey                                                          | 2,97 Mio.    |
| 101        | 7         | Chimäre                           | The Chimera                    | 8. Nov. 2022         | 26. Apr. 2023                                  | Malcolm-Jamal Warner | Tianna Majumdar-Langham, Chris Bessounian & Eric I. Lu               | 2,98 Mio.    |
| 102        | 8         | Rachefeldzug                      | The Better Part of Valor       | 15. Nov. 2022        | 26. Apr. 2023                                  | Stephanie Martin     | Richard E. Robbins                                                   | 2,56 Mio.    |
| 103        | 9         | Ohne Druck keine Diamanten        | No Pressure No Diamonds        | 29. Nov. 2022        | 26. Apr. 2023                                  | Aprill Winney        | Mika Frank                                                           | 3,32 Mio.    |
| 104        | 10        | Familientag                       | Family Day                     | 6. Dez. 2022         | 26. Apr. 2023                                  | Rob Corn             | Marc Halsey                                                          | 2,79 Mio.    |
| 105        | 11        | Voll dabei                        | All In                         | 3. Jan. 2023         | 26. Apr. 2023                                  | Yael Staav           | Joy Gregory & Michael Billington                                     | 2,52 Mio.    |
| 106        | 12        | Umso klüger                       | All The Wiser                  | 10. Jan. 2023        | 26. Apr. 2023                                  | Julie Hébert         | Richard E. Robbins, Tianna Majumdar-Langham & Chris Bessounian Julie | 2,50 Mio.    |
| 107        | 13        | Alle Mann an Deck                 | All Hands On Deck              | 17. Jan. 2023        | 26. Apr. 2023                                  | Rob Corn             | Amy Holden Jones & Andrew Chapman                                    | 2,98 Mio.    |